# Farkle
 (mars 2021).
La mise en forme du texte ne suit pas les recommandations de Wikipédia : il faut le « wikifier ».
Les points d'amélioration suivants sont les cas les plus fréquents :
- Les titres sont pré-formatés par le logiciel. Ils ne sont ni en capitales, ni en gras.
- Le texte ne doit pas être écrit en capitales (les noms de famille non plus), ni en gras, ni en italique, ni en « petit »…
- Le gras n'est utilisé que pour surligner le titre de l'article dans l'introduction, une seule fois.
- L'italique est rarement utilisé : mots en langue étrangère, titres d'œuvres, noms de bateaux, etc.
- Les citations ne sont pas en italique mais en corps de texte normal. Elles sont entourées par des guillemets français : « et ».
- Les listes à puces sont à éviter, des paragraphes rédigés étant largement préférés. Les tableaux sont à réserver à la présentation de données structurées (résultats, etc.).
- Les appels de note de bas de page (petits chiffres en exposant, introduits par l'outil «  Source ») sont à placer entre la fin de phrase et le point final[comme ça].
- Les liens internes (vers d'autres articles de Wikipédia) sont à choisir avec parcimonie. Créez des liens vers des articles approfondissant le sujet. Les termes génériques sans rapport avec le sujet sont à éviter, ainsi que les répétitions de liens vers un même terme.
- Les liens externes sont à placer uniquement dans une section « Liens externes », à la fin de l'article. Ces liens sont à choisir avec parcimonie suivant les règles définies. Si un lien sert de source à l'article, son insertion dans le texte est à faire par les notes de bas de page.
- La présentation des références doit suivre les conventions bibliographiques. Il est recommandé d'utiliser les modèles {{Ouvrage}}, {{Chapitre}}, {{Article}}, {{Lien web}} et/ou {{Bibliographie}}. Le mode d'édition visuel peut mettre en forme automatiquement les références.
- Insérer une infobox (cadre d'informations à droite) n'est pas obligatoire pour parachever la mise en page.

Pour une aide détaillée, merci de consulter Aide:Wikification.
Si vous pensez que ces points ont été résolus, vous pouvez retirer ce bandeau et améliorer la mise en forme d'un autre article.
Le Farkle, ou Farkel, est un jeu de dés assimilé au 1000/5000/10000, Wimpout cosmique, Greed, Hot Dice, Squelch, Zilch, ou Zonk. Ses origines en tant que jeu populaire sont inconnues, mais le jeu remonte au moins au milieu des années 1980. Il est commercialisé depuis 1996 sous le nom de marque Pocket Farkel par Legendary Games Inc.,. Bien que les règles de base soient bien établies, il existe un large éventail de variantes que ce soit dans la façon de jouer que dans le comptage du score,,,.

## Matériel
- Dés (6 ou 5 dans certaines variantes)
- Du papier et un crayon pour noter le score

## Règles du jeu

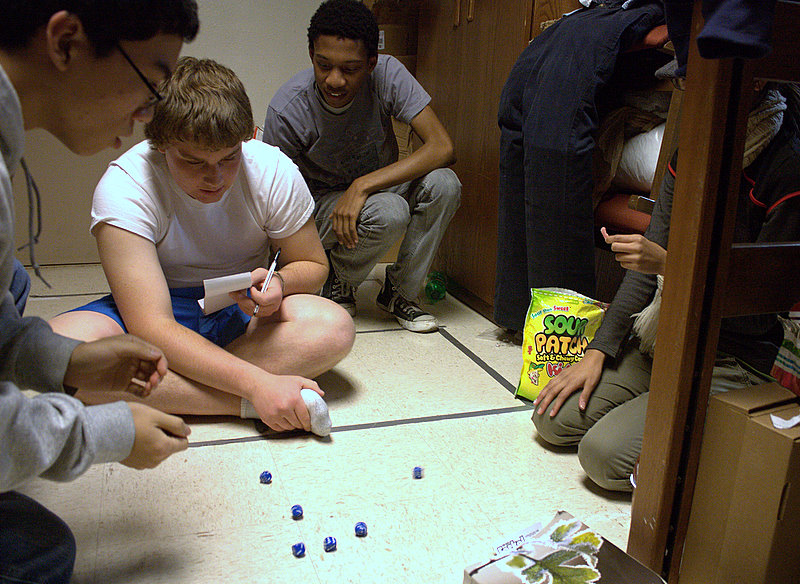
Colocataires à l'université jouant à Farkle dans leur dortoir, 2010

Le Farkle est joué par deux joueurs ou plus. Chaque joueur a successivement un tour pour lancer les dés. Le tour de chaque joueur s'achève avec un score, et leurs scores s'accumulent jusqu'à un total gagnant (10 000 en général).
Au début de chaque tour, le joueur lance tous les dés à la fois. Après chaque lancer, un ou plusieurs dés de score doivent être mis de côté (voir les sections sur le score ci-dessous). Le joueur peut décider de terminer son tour et valider le score accumulé jusqu'à présent, ou continuer à lancer les dés restants. Si le joueur a arrêté les six dés, il a des "dés chauds" et peut continuer son tour en relançant les six dés et continuer d'accumuler le score du tour. Il n'y a pas de limite au nombre de "dés chauds" qu'un joueur peut lancer en un tour.
Si aucun des dés ne marque dans un lancer donné, le joueur a "raté" (c'est un farkle) et son tour s'arrête sans marquer de points.
À la fin du tour du joueur, les dés passent au joueur suivant (généralement dans le sens des aiguilles d'une montre) pour qu'il joue son tour. Une fois qu'un joueur a atteint le total gagnant, chaque autre joueur a un dernier tour pour tenter de surpasser ce score.

### Points standards
Ces scores de dé simple ou de combinaison sont les plus communément admises, en ce que ce sont les plus souvent rencontrés dans les règles du Farkle décrites au-dessus.
| Combinaison de dés | Points |
| ------------------ | ------ |
| 1                  | 100    |
| 5                  | 50     |
| Trois 1            | 1000   |
| Trois 2            | 200    |
| Trois 3            | 300    |
| Trois 4            | 400    |
| Trois 5            | 500    |
| Trois 6            | 600    |

Par exemple: un joueur lance 1-2-3-3-3-5, il a plusieurs possibilités:
- arrêter trois 3 pour marquer 300 et relancer les trois dés restants
- arrêter le 1 pour marquer 100 et relancer les cinq dés restants
- arrêter le 5 pour marquer 50 et relancer les cinq dés restants
- arrêter trois 3, le 1 et le 5 pour marquer un total de 450, et relancer le dé restant
- arrêter trois 3, le 1 et le 5 pour marquer un total de 450 et finir son tour pour les ajouter au score total.

Il ne s'agit pas d'une liste exhaustive des décisions possibles, mais ce sont les plus probables. Si le joueur décide de relancer, comme dans tous les cas ci-dessus sauf le dernier, il prend le risque de rater (faire un farkle) et donc de perdre tous les points accumulés lors de ce tour. Mais d'un autre côté, s'il arrête cinq dés et n'en a qu'un à relancer, il a une chance sur trois de pouvoir arrêter un 1 ou un 5, donc avoir des "dés chauds" et pouvoir relancer les six dés pour cumuler encore plus de points lors de ce tour.
Chaque combinaison de dés doit être réalisée en un seul lancer. Par exemple, si un joueur a déjà arrêté deux 5 individuellement, cela fait 100 cumulés. Si en relançant les dés, il faisait un nouveau 5, cela ne fait pas un score de 500 comme les trois 5, mais bien 150 points cumulés.

### Variantes des scores
Le Farkle étant un jeu populaire, les règles diffèrent selon les communautés des joueurs. Bien que les règles standard décrites ci-dessus soient largement utilisées, elles ne sont pas pour autant universelles. Par exemple, le jeu commercialisé de Pocket Farkel considère que trois 1 sont notés comme 300 et non 1000. De plus, certains joueurs admettent une ou plusieurs combinaisons de dés au-delà des standards comme les suivantes :
Si aucun dé n'a de valeur (par exemple 2-2-3-4-6-6), le joueur marque 500.
Trois paires (par exemple 1-1-4-4-6-6) valent 500, 600, 750, 1000 ou 1500.
Une suite (1-2-3-4-5-6) vaut 1000, 1200, 1500 ou 2500.
Un full (trois d'une sorte et une paire) vaut comme de trois d'une sorte plus 250 (ex.: 3-3-3-2-2 = 550 ; 4-4-4-3-3 = 650 ; 5-5-5-1-1 = 750 ; 1-1-1-3-3 = 1250
Quatre, cinq et six dés identiques ont des valeurs établies par addition, double ou de manière définie:
Par addition: pour chaque dé supplémentaire au-dessus de trois identiques, le score de la combinaison est ajouté (ex.: 3-3-3 = 300 ; 3-3-3-3 = 300 + 300 (600); 3-3-3-3-3 = 300 + 300 + 300 (900); 3-3-3-3 -3-3 = 300 + 300 + 300 + 300 (1200)).
Par double: pour chaque dé supplémentaire au-dessus de trois, quatre ou cinq identiques, le score est doublé (ex.: 3-3-3 = 300 ; 3-3-3-3 = 300 × 2 (600); 3-3-3-3-3 = 300 × 2 × 2 (1200) et 3-3-3-3-3-3 = 300 × 2 × 2 × 2 (2400)).
Par valeur définie: quatre identiques valent 1000 ou 2000, cinq identiques valent 2000 ou 4000 et six identiques valent 3000, 6000 ou 10000.
| Valeur du dé | 3 identiques | Addition | Addition | Addition | Double | Double | Double | Valeur définie | Valeur définie | Valeur définie      |
| Valeur du dé | 3 identiques | 4 id.    | 5 id.    | 6 id.    | 4 id.  | 5 id.  | 6 id.  | 4 id.          | 4 id.          | 6 id.               |
| ------------ | ------------ | -------- | -------- | -------- | ------ | ------ | ------ | -------------- | -------------- | ------------------- |
| Deux         | 200          | 400      | 600      | 800      | 400    | 800    | 1600   | 1000 ou 2000   | 2000 ou 4000   | 3000, 6000 ou 10000 |
| Un (bas)     | 300          | 600      | 900      | 1200     | 600    | 1200   | 2400   | 1000 ou 2000   | 2000 ou 4000   | 3000, 6000 ou 10000 |
| Trois        | 300          | 600      | 900      | 1200     | 600    | 1200   | 2400   | 1000 ou 2000   | 2000 ou 4000   | 3000, 6000 ou 10000 |
| Quatre       | 400          | 800      | 1200     | 1600     | 800    | 1600   | 3200   | 1000 ou 2000   | 2000 ou 4000   | 3000, 6000 ou 10000 |
| Cinq         | 500          | 1000     | 1500     | 2000     | 1000   | 2000   | 4000   | 1000 ou 2000   | 2000 ou 4000   | 3000, 6000 ou 10000 |
| Six          | 600          | 1200     | 1800     | 2400     | 1200   | 2400   | 4800   | 1000 ou 2000   | 2000 ou 4000   | 3000, 6000 ou 10000 |
| Un (haut)    | 1000         | 2000     | 3000     | 4000     | 2000   | 4000   | 8 000  | 1000 ou 2000   | 2000 ou 4000   | 3000, 6000 ou 10000 |

Comme pour les combinaisons standard, toutes ces combinaisons doivent être réalisé d'un seul lancer.
Ces variantes de scores sont celles des descriptions du Farkle citées ci-dessus, mais d'autres variations existent certainement. Puisqu'il s'agit d'un jeu populaire, les joueurs sont libres de s'entendre sur les valeurs qu'ils veulent pour les combinaisons qu'ils choisissent d'admettre.

### Variations de jeu
Certaines règles du Farkle incorporent également une ou plusieurs des variantes suivantes dans les règles du jeu:
Les joueurs peuvent être tenus d'atteindre un certain seuil de score, au premier ou à tous les tours, avant de pouvoir commencer à marquer. Ce sont des minima de 350, 400, 500 ou 1000 selon les joueurs. Au début d'une partie, chaque joueur doit continuer à relancer les dés jusqu'à atteindre ce seuil ou rater en faisant un farkle. Une fois le seuil atteint, ils peuvent sont libres de finir leur tour ou continuer à relancer.
Le score gagnant est presque toujours 10 000, mais peut monter à 20 000.
Dans une variante appelée "grattage" ou "gros enjeux", chaque joueur peut choisir de commencer son tour soit en relançant six dés, soit en lançant les dés restants après que le joueur précédent ait terminé son tour. Par exemple, si un joueur arrête trois 1 pour un score de 1000 et finit son tour, le joueur suivant peut choisir de lancer les trois dés restants. S'il peut arrêter au moins un dé, il marque les 1000 points en plus du score de leurs combinaisons. Ainsi, les joueurs assument le risque de faire un farkle pour marquer les points déjà accumulés par le joueur précédent. Si un joueur termine son tour sur des "dés chauds", le joueur suivant peut "gratter" en utilisant les six dés.
Les joueurs peuvent devoir faire au moins un lancer supplémentaire après des "dés chauds", même s'ils décident de s'arrêter pour ne pas risquer un farkle.
Trois farkles de suite peuvent entraîner une déduction de 500 ou 1000 points du score total du joueur
Une autre variante utilise cinq dés au lieu de six. Dans cette version, les joueurs ne peuvent pas arrêter trois paires, mais cette variante est souvent associée  à une option de "victoire instantanée", si à n'importe quel tour, le joueur fait cinq dés identiques du premier coup, il remporte immédiatement la partie, peu importe le véritable score des dés
Une variante de fin de partie appelée "allocation" oblige le gagnant à marquer exactement 10 000 points. Si, en finissant son tour, un joueur dépasserait le score gagnant, tous les points de ce tour sont attribués au joueur ayant le score le plus bas.

## Probabilités
Voici les probabilités d'obtenir des combinaisons lors du premier lancement de six dés.
| Combinaison de dés | Probabilité  |
| ------------------ | ------------ |
| 3 identiques       | 1 sur 3,24   |
| 4 identiques       | 1 sur 20,736 |
| 3 paires           | 1 sur 25,92  |
| Suite              | 1 sur 64,8   |
| 2 triplés          | 1 sur 155,52 |
| 5 identiques       | 1 sur 259,2  |
| 6 identiques       | 1 sur 7 776  |

Globalement, les combinaisons les moins probables valent plus de points que les combinaisons les plus probables (voir Variantes des scores).
Voici les probabilités d'obtenir des combinaisons lors des lancers de dés suivants.
| Combinaison de dés | 5 dés restants | 4 dés restant | 3 dés restant |
| ------------------ | -------------- | ------------- | ------------- |
| 3 identiques       | 1 sur 5,184    | 1 sur 10,8    | 1 sur 36      |
| 4 identiques       | 1 sur 51,84    | 1 sur 216     | N/A           |
| 5 identiques       | 1 sur 1 296    | N/A           | N/A           |

Voici les probabilités de faire un farkle si toutes les combinaisons des variantes sont autorisées, en fonction du nombre de dés lancés.
| Dés lancés | Probabilité             |
| ---------- | ----------------------- |
| 6          | 1 sur 43,2 (5 sur 216)  |
| 5          | 1 sur 13                |
| 4          | 1 sur 6,35 (20 sur 127) |
| 3          | 1 sur 3,6 (5 sur 18)    |
| 2          | 1 sur 2,25 (4 sur 9)    |
| 1          | 1 sur 1,5 (2 sur 3)     |

Trois paires est la seule variante altérant la probabilité de faire un farkle, et seulement sur le lancer le six dés. Si trois paires ne sont pas obtenues au premier lancer, la probabilité de faire un farkle augmente à 1 sur 32,4 (5 sur 162).
Voici les probabilités de faire des "dés chauds" en un seul lancer si toutes les combinaisons des variantes sont autorisées, en fonction du nombre de dés lancés.
| Dés lancés | Probabilité |
| ---------- | ----------- |
| 6          | 1 sur 12    |
| 5          | 1 sur 32    |
| 4          | 1 sur 25    |
| 3          | 1 sur 18    |
| 2          | 1 sur 9     |
| 1          | 1 sur 3     |

Si aucune combinaison des variantes n'est autorisée, les probabilités de faire des "dés chauds" ne sont diminuées que légèrement pour 4-6 dés lancés, et inchangées pour 1-3 dés lancés. Les probabilités pour ces combinaisons, avec plus d'explications et les résultats de simulations, peuvent être retrouvées ailleurs.

### Les effets des variantes de score
Le fait d'admettre des combinaisons supplémentaires, telles que des suites ou les trois paires, accélère le jeu en attribuant des scores élevés pour des événements à faible probabilité qui, autrement, ne marqueraient rien ou très peu (par exemple, 1-2-3-4-5-6, quand la suite n'est pas admise ne vaut que 150 avec le 1 et le 5). Pour évaluer l'impact des variantes de score, le tableau suivant montre le score moyen au premier lancer de dé, en supposant que tous les dés ayant de la valeur sont arrêtés et en ignorant les points additionnels qui seraient obtenus lors d'un relancement de "dés chauds". La première ligne montre le score moyen avec les valeurs standards, et les autres lignes montrent l'incrément de cette moyenne pour chaque variante de score utilisée dans le jeu.
Les chiffres du tableau sont calculés sur la base des valeurs suivantes pour ces combinaisons:
- 4 identiques valent trois fois les points du 3 identiques.
- 5 identiques valent cinq fois les points du 3 identiques.
- 6 identiques valent dix fois les points du 3 identiques.
- Une suite vaut 2500.
- Trois paires valent 1500.

| Valeur de la combinaison        | Score moyen au premier lancer |
| ------------------------------- | ----------------------------- |
| Valeurs standards               | 302                           |
| 4 identiques                    | +47                           |
| 5 identiques                    | +8                            |
| 6 identiques                    | +0,6                          |
| Suite                           | +37                           |
| 3 paires                        | +52                           |
| Total (toutes les combinaisons) | 446,6                         |

L'impact des 4 et 5 identiques est sensiblement similaire s'ils valent respectivement 1000 et 2000. Si des valeurs inférieures sont attribués aux suites et aux 3 paires, l'impact sur le score moyen sera proportionnellement plus faible.
Le tableau ci-dessus surestime quelque peu l'impact de la suite et des 3 paires sur la vitesse globale de la partie, car ils ne sont possibles que lors du premier lancer à 6 dés.

## Jeux associés
- Kismet (jeu de dés)
- Yahtzee (Yam)

## Dans la culture populaire
Kingdom Come: Deliverance : lors de son aventure, le personnage incarné par le joueur peut s'asseoir à une table en face d'un joueur pour jouer à une variante du Farkle en pariant ses groschens. Le jeu permet également d'utiliser des dés pipés, gagnés ou trouvés, pour altérer les probabilités en sa faveur.